# 大田原一清
大田原 一清（おおたわら かずきよ）は、下野大田原藩の第14代（最後）の藩主。

## 人物
文久元年（1861年）10月8日、第13代藩主・大田原富清の長男として生まれる。文久2年（1862年）に父が死去したため、家督を継いだ。慶応4年（1868年）からの戊辰戦争では藩は新政府に恭順し、明治元年（1868年）10月21日に一清は従五位下・飛騨守に叙位・任官する。明治2年（1869年）6月、版籍奉還により大田原藩知事に任じられ、同時に戊辰戦争の功績により5000両を与えられた。版籍奉還ののち住居を移転した。明治4年（1871年）7月15日の廃藩置県で藩知事を免官される。慶應義塾を経て明治17年（1884年）の華族令で同年7月8日に子爵を叙爵した。明治20年（1887年）12月に正五位に昇叙する。明治32年（1899年）7月28日、貴族院子爵議員補欠選挙で当選し、大正7年（1918年）7月9日まで在任。
樋口一葉の『日用百科全書 通俗書簡文』（1896年5月刊）の巻頭には大田原一清の筆による書が掲載されている。
1923年（大正12年）5月5日に隠居した。昭和5年（1930年）10月28日に死去した。享年70。

## 家族
父母
- 大田原富清（父）
- 鋭 ー 大田原清徳の長女（母）

妻
- 森伊代子 ー 森俊滋の娘（正妻）
- 蒔田茂登子 ー 蒔田広孝の娘（継妻）

子女
- 大田原鋭清（長男）
- 大田原秀（次男）1921年に（当時35歳）停留所荒らしの常習犯として上野駅で逮捕されている
- 大田原幸子 ー 香川翠巌夫人
- 大田原錫子 ー 金光家邦夫人
- 大田原鉄男（三男）
- 大田原淑子 ー 大森貫一夫人
- 大田原鰹子